# Ektorpsskolan
Ektorpsskolan är en högstadium i stadsdelen Ektorp i Norrköping, som även har anpassad grundskoleverksamhet (årskurs 7-9).

## Historik
Skolan byggdes 1972 av Norrköpings kommun och har verkat i samma lokaler ända fram till 2004-05, då en uppfräschning skulle ske.
De första åren på 2000-talet togs stora beslut. Först bestämde man att profilklasserna, i fotboll och NO-Tk, skulle läggas ned. I stället ville man lägga pengarna på det som komma skulle - renoveringen och framtida planer om andra slags profiler. Renoveringen påbörjades 2004 för att vara klara till höstterminens i augusti 2005. Kostnaden för renoveringen uppgick till 65 miljoner.

## Grundstenarna
Skolans grundstenar är de två orden "trygghet" och "lärande" - om man inte är trygg kan man inte heller lära sig någonting. Tillsammans med att man följer sin väl utarbetade värdegrund, har man, om man jämför med skolan för några år sedan, fått upp antalet godkända betyg i kärnämnena, matte, svenska och engelska.

## Tillfällig stängning av skolan
Måndagen den 9 januari 2006 startade vårterminen. Inför denna hoppades man på mindre skadegörelse. Dagen efter skedde något mycket obehagligt under lunchrasten. Ett fåtal elever satte fyr på ett ännu okänt antal fyrverkerier, som fick till följd att en brandbil fick rycka ut till skolan (brandbilen höll då på med en lägenhetsbrand på en gata i centrala Norrköping). Dagen efter, den 11 januari fick brandstationen åter ett larm om att en brand utbrutit på skolan. Denna gång var det också en fyrverkeripjäs som hade antänts inne i skolan. Med hänvisning till arbetsmiljölagen, kapitel 3, paragraf 2, beslutade skolledningen att skolan tillfälligt skulle avbryta all verksamhet och ge eleverna ledigt (vilket i detta fall kanske inte är ett korrekt ord, med tanke på att dagen egentligen var en vanlig skoldag) under resterande tid av onsdagen och hela torsdagen, eftersom man inte kan säkra elevernas trygghet. På fredagen den 13 januari drog verksamheten igång igen.
Dessa händelser resulterade i att skolan beslutade att sätta upp ett övervakningssystem, som i sin tur fick till följd att skadegörelsen minskade.